# Zawroty głowy

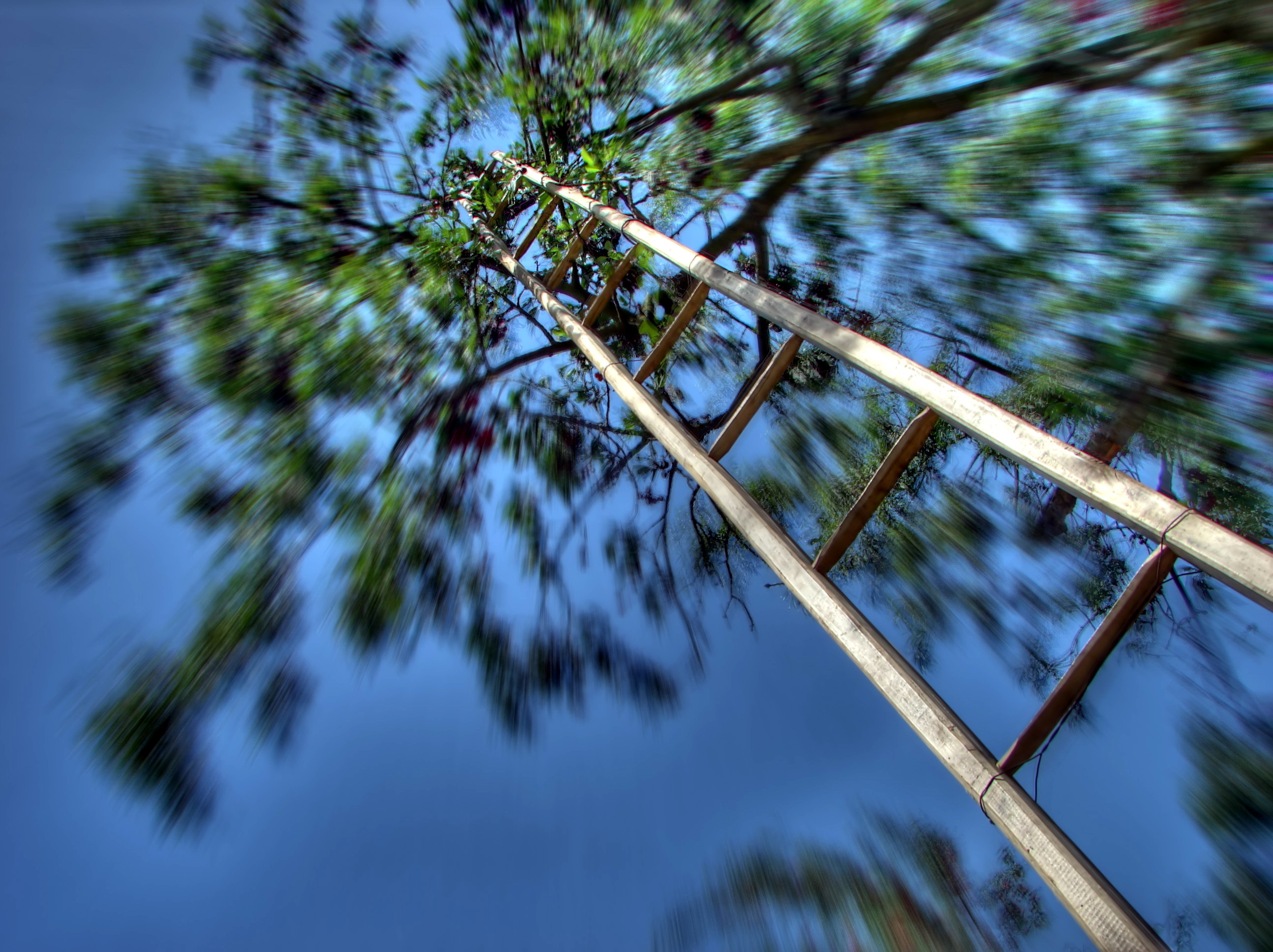
Niektórzy ludzie doznają zawrotów głowy przy patrzeniu na takie obrazy

Zawroty głowy – to nieprecyzyjne określenie stosowane do opisu rozmaitych dolegliwości, w tym układowych (wirowych) zawrotów głowy, oszołomienia, omdlewania, zaburzeń równowagi, zmącenia i wielu innych. Dolegliwości takie występują prawie u 1/4 populacji ogólnej i są częstą przyczyną zgłoszeń do szpitalnego oddziału ratunkowego, poradni neurologicznej, poradni otolaryngologicznej lub poradni internistycznej.

## Podtypy zawrotów głowy[1]
- układowe zawroty głowy
  - opis dolegliwości: złudzenie ruchu, brak równowagi
  - początek: zwykle nagły
  - czas trwania: od sekund do godzin
  - czynniki wyzwalające: ruch głowy, zmiany pozycji ciała
  - wywiad: bez wcześniejszych dolegliwości lub epizodyczne
  - dolegliwości towarzyszące: nudności, niedosłuch, szumy uszne, podwójne widzenie, drętwienia, zaburzenia koordynacji
- stan przedomdleniowy:
  - opis dolegliwości: poczucie omdlewania
  - początek: zwykle nagły
  - czas trwania: od sekund do minut
  - czynniki wyzwalające: manewry ortostatyczne, oddawanie moczu, kaszel, odwodnienie
  - wywiad: bez wcześniejszych dolegliwości lub epizodyczne
  - dolegliwości towarzyszące: widzenie za mgłą, wrażenie gorąca, wzmożona potliwość, nudności, kołatanie serca, ból w klatce piersiowej
- zaburzenia równowagi:
  - opis dolegliwości: brak równowagi, niestabilność, dolegliwości nielokalizowane w głowie
  - początek: od nagłego do stopniowego
  - czas trwania: ostry lub przewlekły
  - czynniki wyzwalające: stanie lub chodzenie (nie występuje w pozycji leżącej lub siedzącej)
  - wywiad: przewlekłe
  - dolegliwości towarzyszące: bełkotliwa mowa, zaburzenia koordynacji
- nieswoiste nieukładowe zawroty głowy:
  - opis dolegliwości: oszołomienie, przymglenie, kołysanie
  - początek: trudny do określenia
  - czas trwania: podostry lub przewlekły
  - czynniki wyzwalające: stres, sytuacyjnie, nieswoiste
  - wywiad: przewlekłe
  - dolegliwości towarzyszące: rozmaite

## Etiologia[1][2][3]
Przyczyny obwodowe (przedsionkowe):
- łagodne położeniowe zawroty głowy
- zapalenie nerwu przedsionkowego
- zespół Ramsaya-Hunta (półpasiec uszny)
- choroba Meniere'a
- uraz
- przetoka przychłonkowa
- rozejście się przewodu półkolistego górnego (przedniego)
- zespół Cogana (z towarzyszącym zapaleniem rogówki)
- nerwiak nerwu słuchowego
- zapalenie ucha środkowego
- niedokrwienie błędnika
- nawracająca westybulopatia

Przyczyny ośrodkowe (mózgowe):
- migrena przedsionkowa (układowe zawroty głowy związane z migreną)
- udar krwotoczny lub niedokrwienny móżdżku lub pnia mózgu
- stwardnienie rozsiane
- guzy mózgu
- nieprawidłowości złącza czaszkowo-mózgowego (malformacja Arnolda-Chiariego, wgłobienie podstawy czaszki)
- ataksja epizodyczna typu 2
- zwyrodnieniowe choroby móżdżku lub móżdżkowo-rdzeniowe
- parkinsonizm
- wodogłowie normotensyjne
- padaczka

Przyczyny sercowo-naczyniowe:
- niedociśnienie ortostatyczne
- zespół zatoki szyjnej
- zwężenie aorty
- zespół podkradania tętnicy podobojczykowej
- zaburzenia rytmu serca

Przyczyny psychiczne:
- lęk uogólniony
- ataki paniki
- hiperwentylacja
- agorafobia

Przyczyny metaboliczne:
- hipoglikemia
- niewydolność nadnerczy
- niedoczynność tarczycy

Inne:
- infekcje wirusowe np. HIV, COVID-19.
- infekcje bakteryjne no. borelioza
- oczne: zaburzenia widzenia.
- zespół multisensorycznych zawrotów głowy: występuje, gdy dochodzi do zmniejszenia danych wejściowych z więcej niż jednego układu czuciowego – np. Pogorszenie widzenia, zaburzenia czynności przedsionkowej, neuropatia obwodowa, neuropatia autonomiczna.
- zaburzenia autoimmunologiczne / tkanki łącznej – np. reumatoidalne zapalenie stawów, toczeń rumieniowaty układowy.
- zatrucie narkotykami – np. Ostre zatrucie alkoholem lub narkotykami; zatrucie tlenkiem węgla; chroniczne nadużywanie alkoholu.
- jatrogenne: efekt uboczny leków – np. leki przeciwnadciśnieniowe, leki przeciwdepresyjne, antybiotyki aminoglikozydowe, leki przeciwarytmiczne. Leki są niezwykle częstą przyczyną zawrotów głowy, szczególnie u osób starszych.

Przyczyny niepotwierdzone:
- zawroty głowy szyjnopochodne:  zawrotom głowy może towarzyszyć ból odcinka szyjnego kręgosłupa, związany z urazem głowy, urazem kręgosłupa szyjnego lub chorobą kręgosłupa szyjnego. W niektórych przypadkach może się znacznie poprawić dzięki fizjoterapii. Żaden z tych przypadków nie dostarcza przekonujących dowodów na mechanizm szyjnopochodnych zawrotów głowy, a alternatywne wyjaśnienia są prawie zawsze możliwe[4].

## Rozpoznanie
- szczegółowe badanie lekarskie (otolaryngolog lub neurolog)
- testy obrotowe
- próby móżdżkowe
- rezonans magnetyczny
- tomografia komputerowa
- wideonystagmografia

## Leczenie
- farmakologiczne,
- psychoterapia
- manewry uwalniające
- leczenie chirurgiczne